# Занадто рано для любові
«Занадто рано для любові» (англ. Too Soon to Love) — американська мелодрама 1960 року.

## Сюжет
Драма про любовні взаємини тінейджерів та підліткову злочинність. Кеті Тейлор вагітніє від свого друга Джеймса Міллса. Щоб Кеті могла зробити незаконний аборт, Джеймсу доводиться вчинити злочин.

## У ролях
| Актор          | Роль             |
| -------------- | ---------------- |
| Дженніфер Вест | Кеті Тейлор      |
| Річард Еванс   | Джим Міллс       |
| Воррен Паркер  | містер Тейлор    |
| Ральф Манза    | Г'юї Вайнеман    |
| Джек Ніколсон  | Бадді            |
| Жаклін Шваб    | Айрен            |
| Біллі Берд     | місіс Джефферсон |
| Вільям Кін     | доктор           |
| Берт Голланд   |                  |
| Роберт Карнс   |                  |